# Beswan
Beswan è una suddivisione dell'India, classificata come nagar panchayat, di 5.459 abitanti, situata nel distretto di Aligarh, nello stato federato dell'Uttar Pradesh. In base al numero di abitanti la città rientra nella classe V (da 5.000 a 9.999 persone).

## Geografia fisica
La città è situata a 27° 38' 60 N e 77° 52' 60 E e ha un'altitudine di 175 m s.l.m..

## Società

### Evoluzione demografica
Al censimento del 2001 la popolazione di Beswan assommava a 5.459 persone, delle quali 2.894 maschi e 2.565 femmine. I bambini di età inferiore o uguale ai sei anni assommavano a 1.085, dei quali 557 maschi e 528 femmine. Infine, coloro che erano in grado di saper almeno leggere e scrivere erano 2.865, dei quali 1.871 maschi e 994 femmine.